# Coupe du Liechtenstein de football 1967-1968
 (février 2023).
Si vous disposez d'ouvrages ou d'articles de référence ou si vous connaissez des sites web de qualité traitant du thème abordé ici, merci de compléter l'article en donnant les références utiles à sa vérifiabilité et en les liant à la section « Notes et références ».
Navigation
Édition précédente Édition suivante
La coupe du Liechtenstein 1967-1968 de football est la 23e édition de la Coupe nationale de football, la seule compétition nationale du pays en l'absence de championnat.
La finale est disputée à Triesen, le 23 juin 1968, entre le FC Vaduz et le FC Triesen. 
Le FC Vaduz remporte le trophée en battant le FC Triesen. Il s'agit du 14e titre de l'histoire du club dans la compétition, le troisième consécutif.

## 1ertour
Le FC Vaduz et le FC Triesen sont exemptés de ce tour.
| Équipe 1             | Résultat | Équipe 2          |
| -------------------- | -------- | ----------------- |
| FC Vaduz II          | 2 - 1    | USV Eschen/Mauren |
| USV Eschen/Mauren II | 3 - 1    | FC Balzers II     |
| FC Triesen II        | 1 - 10   | FC Schaan         |
| FC Ruggell           | 4 - 3    | FC Balzers        |

## 2etour
Le FC Vaduz et le FC Triesen sont exemptés de ce tour.
| Équipe 1   | Résultat | Équipe 2             |
| ---------- | -------- | -------------------- |
| FC Schaan  | 4 - 0    | FC Vaduz II          |
| FC Ruggell | 7 - 0    | USV Eschen/Mauren II |

## Demi-finales
| Équipe 1   | Résultat | Équipe 2   |
| ---------- | -------- | ---------- |
| FC Ruggell | 0 - 3    | FC Triesen |
| FC Vaduz   | 2 - 1    | FC Schaan  |

## 3eplace
| 23 juin 1968 | FC Schaan | 4 - 1 | FC Ruggell | Triesen |  |
|              |           |       |            |         |  |

## Finale
| 23 juin 1968 | FC Triesen | 2 - 4 | FC Vaduz | Triesen |  |
|              |            |       |          |         |  |